# Xawery Żuławski
Pour les articles homonymes, voir Żuławski.
Xawery Żuławski est un réalisateur et scénariste polonais, né le 22 décembre 1971 à Varsovie.

## Biographie
Xawery Żuławski est le fils du réalisateur Andrzej Żuławski et de l'actrice Małgorzata Braunek.

## Filmographie

### Cinéma
- 1990 : La Note bleue (Błękitna nuta) – coréalisateur (avec Andrzej Żuławski)
- 1993 : Rozmowa z człowiekiem z szafy – assistant réalisateur
- 1997 : Un air si pur... d'Yves Angelo - assistant de production
- 2000 : La Fidélité (Wierność) d'Andrzej Żuławski – opérateur, acteur
- 2006 : Chaos – réalisateur et scénariste
- 2009 : Tysiąc zakazanych krzaków – photographe et scénariste
- 2009 : Wojna polsko-ruska – réalisateur et scénariste
- 2019 : Mowa ptaków – réalisateur
- 2020 : W domu – réalisateur
- 2022 : Apokawixa – réalisateur

### Télévision
- 2000 : Bellissima (téléfilm) – second réalisateur, acteur
- 2008 : Pitbull (série télévisée) – réalisateur (Deux épisodes dans la troisième saison)

## Récompenses et distinctions
- Paszport Polityki 2009 pour Wojna polsko-ruska
  - Prix dans la catégorie cinéma avec Borys Lankosz
- Festival du film polonais de Gdynia 2009 pour Wojna polsko-ruska
  - Lion d'Argent